# Чемпіонат Франції з тенісу 1895
Чемпіонат Франції з тенісу 1895 — п'ятий розіграш Відкритого чемпіонату Франції. Андре Вашеро захистив свій торішній титул в одиночному розряді, а також разом із Дж. Вінзером виграв парний турнір. Таким чином, Вашеро став першим учасником Відкритого чемпіонату Франції, який в один рік здобув перемогу і в одиночному, і в парному розряді.

## Чоловіки

### Одиночний розряд
Андре Вашеро переміг у фіналі  Лорана Рібуле 9-7, 6-2

### Парний розряд
Андре Вашеро / Дж. Вінзер перемогли у фіналі пару  Пол Лебертон /  Пол Лекарон 6-2, 6-1